# 博洛铺镇
博洛铺镇，是中华人民共和国辽宁省营口市大石桥市下辖的一个乡镇级行政单位。

## 行政区划
博洛铺镇下辖以下地区：
孟家屯村、詹家屯村、江南村、神树村、李大村、华山村、牛屯村、望马台村、博洛铺村和太平庄村。

## 特产
博洛铺小米：中国地理标志产品。